# Thỏa thuận Mỹ-Anh (1930)
Thoả thuận giữa Mỹ và Anh (1930) là một thoả thuận giữa chính phủ Vương quốc Liên hiệp Anh và Bắc Ireland với chính phủ Hoa Kỳ để phân định biên giới giữa Bắc Borneo (thời đó là đất bảo hộ của Anh) và Philippines (thời đó thuộc Các lãnh thổ của Hoa Kỳ).
Bộ trưởng Ngoại giao Hoa Kỳ Henry L. Stimson và đại sứ Anh tại Hoa Kỳ Esme Howard đã đặt bút ký thoả thuận vào ngày 2 tháng 1 năm 1930 tại Washington, D.C.. Hoa Kỳ phê chuẩn thoả thuận vào tháng 2 năm 1930. Giai đoạn 1930-1932, Anh trao đổi thêm bằng văn bản với Hoa Kỳ để làm rõ các vấn đề; tháng 11 năm 1932, Anh phê chuẩn thoả thuận. Thoả thuận có bắt đầu hiệu lực từ ngày 13 tháng 12 năm 1932 sau khi hai nước đã tiến hành thông báo cho nhau về quyết định phê chuẩn.